# Nicholas D'Agostino
Nicholas D'Agostino (Gold Coast, 25 de febrero de 1998) es un futbolista australiano que juega en la demarcación de delantero para el Viking FK de la Eliteserien.

## Selección nacional
Tras jugar en la selección de fútbol sub-17 de Australia y la sub-23, finalmente hizo su debut con la selección absoluta el 29 de marzo de 2022 en un encuentro de clasificación para la Copa Mundial de Fútbol de 2022 contra Arabia Saudita que finalizó con un resultado de 1-0 a favor del combinado saudita tras el gol de Salem Al-Dawsari. Además disputó los Juegos Olímpicos de Tokio 2020.

## Clubes
| Club                     | País      | Año       | Partidos | Goles |
| ------------------------ | --------- | --------- | -------- | ----- |
| FFA Centre of Excellence | Australia | 2014      | 4        | 2     |
| Brisbane Roar FC Youth   | Australia | 2015-2018 | 22       | 17    |
| Brisbane Roar FC         | Australia | 2015-2019 | 42       | 3     |
| Perth Glory FC           | Australia | 2019-2021 | 31       | 8     |
| Melbourne Victory FC     | Australia | 2021-2023 | 42       | 17    |
| Viking FK                | Noruega   | 2023-     | 45       | 9     |